# Drassodes andorranus
Drassodes andorranus  (лат.) — вид пауков рода Drassodes семейства пауков-гнафозидов (Gnaphosidae). Впервые описан французским арахнологом Жаком Дени в 1938 году.

## Распространение
Эндемик Андорры.

## Описание
Известны только самки; длина их тела — 9—10 мм.
Головогрудь бледного серо-коричневого оттенка, сама голова немного темнее; глазная область чёрная.
Стернум серо-коричневый.
Опистосома (брюшко) коричневого цвета, с четырьмя светлыми пятнами посередине.
Ноги желтоватые, лапки и плюсны коричневые.